# Abel Gnecco
Abel Gnecco est un ancien arbitre argentin de football des années 1970 et 1980.

## Carrière
Il a officié dans des compétitions majeures : 
- Copa América 1979 (1 match)
- Coupe intercontinentale des nations 1985